# Georgina Archer
Georgina Archer, född 1827, död 1882, var en lärare och feminist. Hon spelade en viktig roll i tysk utbildningshistoria. Hon grundade 1869 pionjärinstitutionen Victoria-Lyzeum i Berlin, som förberedde kvinnor för universitetsstudier.